# Saminek
Saminek – osada w Polsce położona w województwie warmińsko-mazurskim, w powiecie ostródzkim, w gminie Dąbrówno. W latach 1975–1998 miejscowość administracyjnie należała do województwa olsztyńskiego.
W czasach krzyżackich wieś pojawia się w dokumentach w roku 1321, podlegała pod komturię w Dąbrównie, były to dobra rycerskie o powierzchni 12 włók.
W 1974 r. PGR Saminek należał do sołectwa Samin (Gmina Dąbrówno) razem z następującymi miejscowościami: osada Lasek, wieś Samin, PGR Samin.